# Mary Fung-A-Fat
Mary Fung-A-Fat (* 24. Mai 1994 in Georgetown) ist eine guyanische Squashspielerin.

## Karriere
Mary Fung-A-Fat vertrat 2013 Guyana bei den World Games, bei denen sie in der ersten Runde Franziska Hennes unterlag. Im Einzel der Karibikmeisterschaften 2014 erreichte sie das Finale, das sie gegen Meagan Best verlor. 2024 unterlag sie im Finale Margot Prow. Mit der guyanischen Nationalmannschaft wurde sie 2017 Karibikmeisterin und wiederholte diesen Erfolg nochmals 2019. Bereits 2016 begann sie auf der PSA World Tour zu spielen und erreichte ihre höchste Platzierung in der Weltrangliste im August 2019 mit Rang 106. Ebenfalls 2014 gehörte Fung-A-Fat zum guyanischen Aufgebot bei den Zentralamerika- und Karibikspielen und sicherte sie sich Bronze mit der Mannschaft. Bei den Zentralamerika- und Karibikspielen 2018 blieb sie ebenso ohne Medaillenerfolg wie bei den Commonwealth Games in Gold Coast. Im Einzel kam sie ebenso wie im Doppel mit Taylor Fernandes und im Mixed mit Jason-Ray Khalil nicht über die erste Runde aus.
Bei den Panamerikanischen Spielen 2019 belegte sie mit der Mannschaft den sechsten Platz, im Einzel verlor sie erneut ihre Auftaktpartie. Die Panamerikameisterschaften 2022 schloss Fung-A-Fat mit der Mannschaft auf dem dritten Platz ab und wurde kurz darauf ein weiteres Mal für die Commonwealth Games nominiert. Im Einzel verlor sie ihre Auftaktpartie, mit Ashley Khalil schied sie im Doppel im Achtelfinale aus. Im Mixed trat sie mit Shomari Wiltshire an und scheiterte ebenfalls in der ersten Runde.
Fung-A-Fat studierte von 2013 bis 2017 an der Drexel University, für die sie auch im College Squash als Spielerin und anschließend zwei Jahre als Assistenztrainerin aktiv war.

## Erfolge
- Vize-Karibikmeisterin: 2014, 2024
- Karibikmeisterin mit der Mannschaft: 2017, 2019
- Zentralamerika- und Karibikspiele: 1 × Bronze (Mannschaft 2014)